# Córka źle strzeżona
Córka źle strzeżona (La fille mal gardée) – komiczny balet-pantomima w 2 aktach, 3 obrazach. 
- Libretto i choreografia: Jean Dauberval;
- muzyka: w pierwszej wersji złożona z wielu pots-pourris nieznanych kompozytorów; w wersji Hérolda - premiera 1828

Prapremiera: Bordeaux 1 lipca 1789, Grand Théatre.

Premiera polska: Warszawa 18 stycznia 1809, Teatr Wielki.
Osoby:
- Lise - młoda wieśniaczka
- Simone - matka Lise
- Colin - młody wieśniak zakochany w Lise
- Thomas - bogaty właściciel winnic
- Alain - syn Thomasa
- Notariusz wiejski
- przyjaciółki Lise, żniwiarki i żniwiarze